# Никифоров, Александр Сергеевич
Алекса́ндр Серге́евич Ники́форов (4 мая 1926, Тверской район — 29 мая 1991, Москва) — советский учёный в области радиохимии, академик АН СССР, доктор технических наук, Герой Социалистического Труда (1974), лауреат Ленинской премии (1962), Сталинской премии и Государственной премии СССР (1975).

## Биография

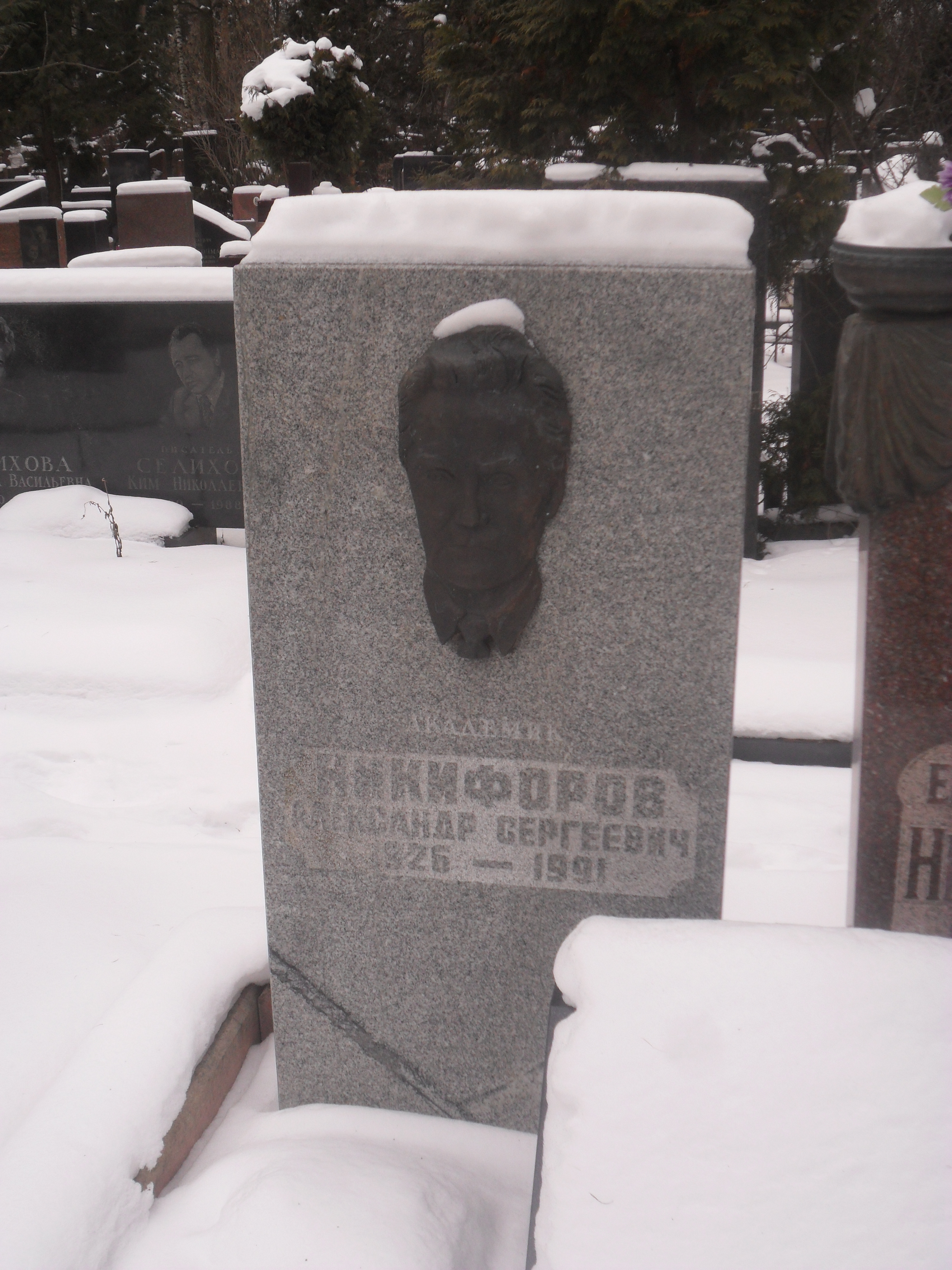
Могила Никифорова на Кунцевском кладбище Москвы.

Родился 4 мая 1926 года в деревне Афонасово (ныне — в Красногорском сельском поселении, Калининский район Тверской области) в семье крестьянина.
Поступил в Московский институт стали и сплавов, окончил его в 1948 году.
После окончания учёбы был направлен на озёрский комбинат № 817. С марта 1948 года начал работу в цехе № 1 завода № 20 (завод занимался производством оружейного плутония).
Участвовал в разработке и изготовлении плутониевого заряда для первой советской атомной бомбы РДС-1, с 1952 года участвовал в создании нового производства трития для наращивания выпуска термоядерных боеприпасов.
В 1955 году Никифоров занял должность директора завода по производству радиоизотопов.
С 1960 года был заместителем главного инженера, с 1969 года — главный инженер комбината № 817 (позднее — комбинат «Маяк»).
Работая на комбинате, Никифоров уделял внимание техническому развитию и становлению производства по химической регенерации отработавшего ядерного топлива атомных станций и ядерно-физических установок завода, другим вопросам
Указом Президиума Верховного Совета СССР от 26 апреля 1971 года за большие заслуги в развитии атомной промышленности Никифорову было присвоено звание Героя Социалистического Труда.
В 1974 году стал заместителем директора, в 1984 году — директором Всесоюзного научно-исследовательского института неорганических материалов.
Занимался исследованиями в области неорганической химии и технологий получения особо чистых элементов, регенерации отработанного ядерного топлива, вопросам охраны окружающей среды и во многих других областях.
Был избран председателем межведомственного Координационного совета по проблемам переработки и захоронения радиоактивных отходов, затем стал председателем секции научно-технического совета министерства «Радиохимия и технология переработки облученных материалов». Стал председателем межведомственного Научного совета по радиохимии при Президиуме АН СССР, членом Координационного совета АН СССР по проблеме исследования конструкционных материалов для реакторов термоядерного синтеза, членом экспертного совета Высшей аттестационной комиссии СССР, членом редколлегий журналов «Атомная энергия» и «Радиохимия», председателем специализированного совета по защите диссертаций.
Жил в Москве. Умер 29 мая 1991 года. Похоронен на Кунцевском кладбище.

## Награды и почётные звания
- Медаль «Серп и Молот»
- Ленинская премия (1962)
- Государственная премия СССР (1975)
- Сталинская премия первой степени (1953) — за разработку и промышленное освоение методов выделения и переработки трития
- два ордена Ленина
- орден «Знак Почёта»
- Почётный гражданин города Озёрск (Челябинская область)

## Память
- В Озёрске на доме, в котором жил герой, установлена мемориальная доска.